# Yitzhak Yedid

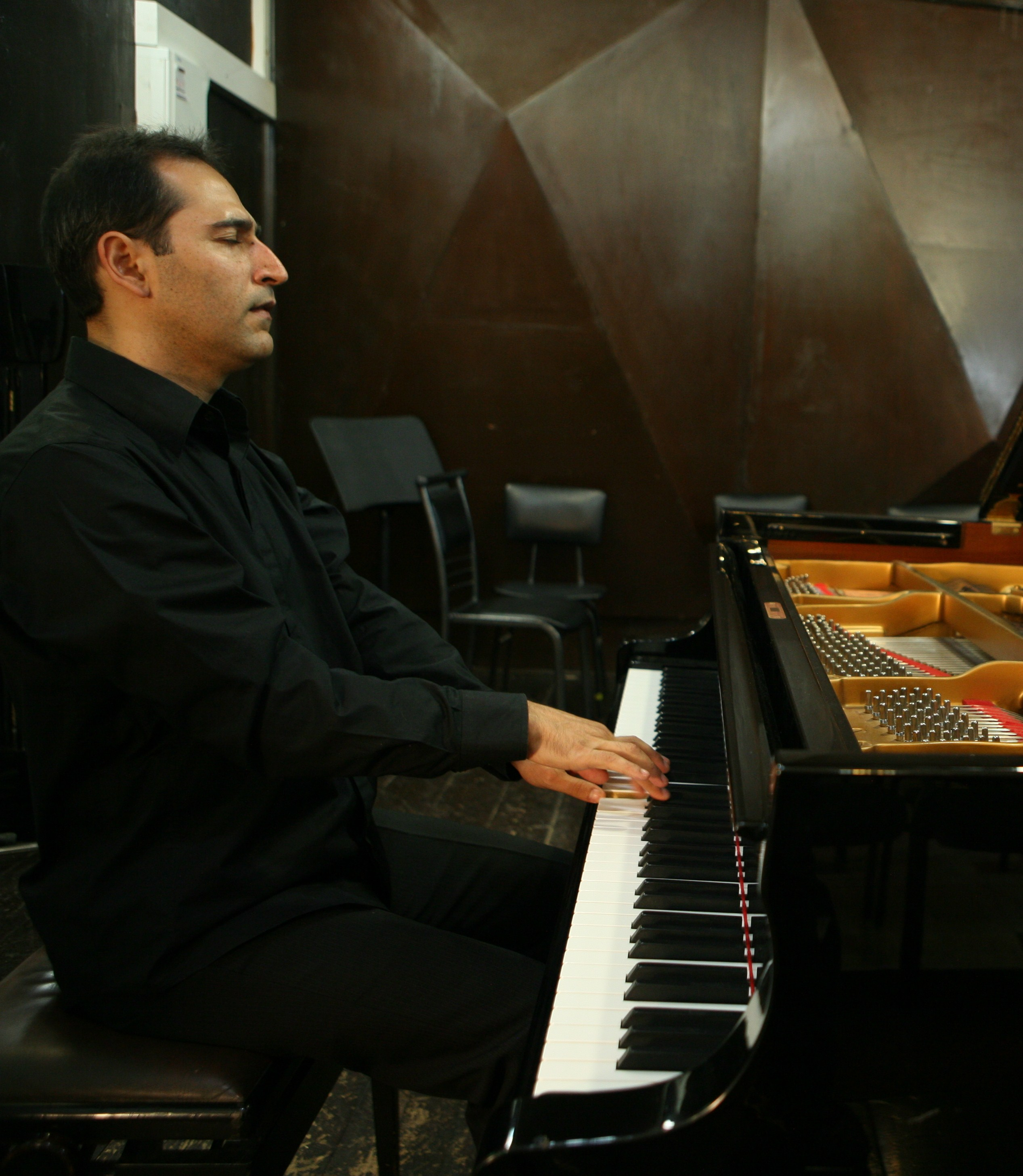
Yitzhak Yedid, 2009

Yitzhak Yedid(en hebreu: יצחק ידיד , Jerusalem, 29 de setembre de 1971) és un pianista i compositor israelià.
Nascut al si d'una família siriana-iraquiana, estudià a l'Acadèmia de Música i Dansa de Jerusalem, al  New England Conservatory of Music i a la Monash University de Melbourne, Austràlia, país on resideix des de fa anys.

## Discografia
- 2012 : Visions, Fantasies and Dances, Music for String Quartet
- 2008 : Oud Bass Piano Trio, Between the lines
- 2006 : Reflections upon six Images, Between the lines
- 2005 : Passions & Prayers, Between the lines
- 2003 : Myth of the cave, Between the lines
- 2002 : Inner outcry – Yedid trio, Musa records
- 2002 : Ras Deshen – con Abate Berihun, Ab
- 2000 : Full moon Fantasy – solo piano, Musa Records
- 1998 : Trio avec Masashy Harada & Bahab Rainy
- 1997 : Duo Paul Bley & Yitzhak Yedid